# Lithophane longior
Lithophane longior är en fjärilsart som beskrevs av Smith 1899. Lithophane longior ingår i släktet Lithophane och familjen nattflyn. Inga underarter finns listade i Catalogue of Life.